# مقاطعة كاسترو (تكساس)

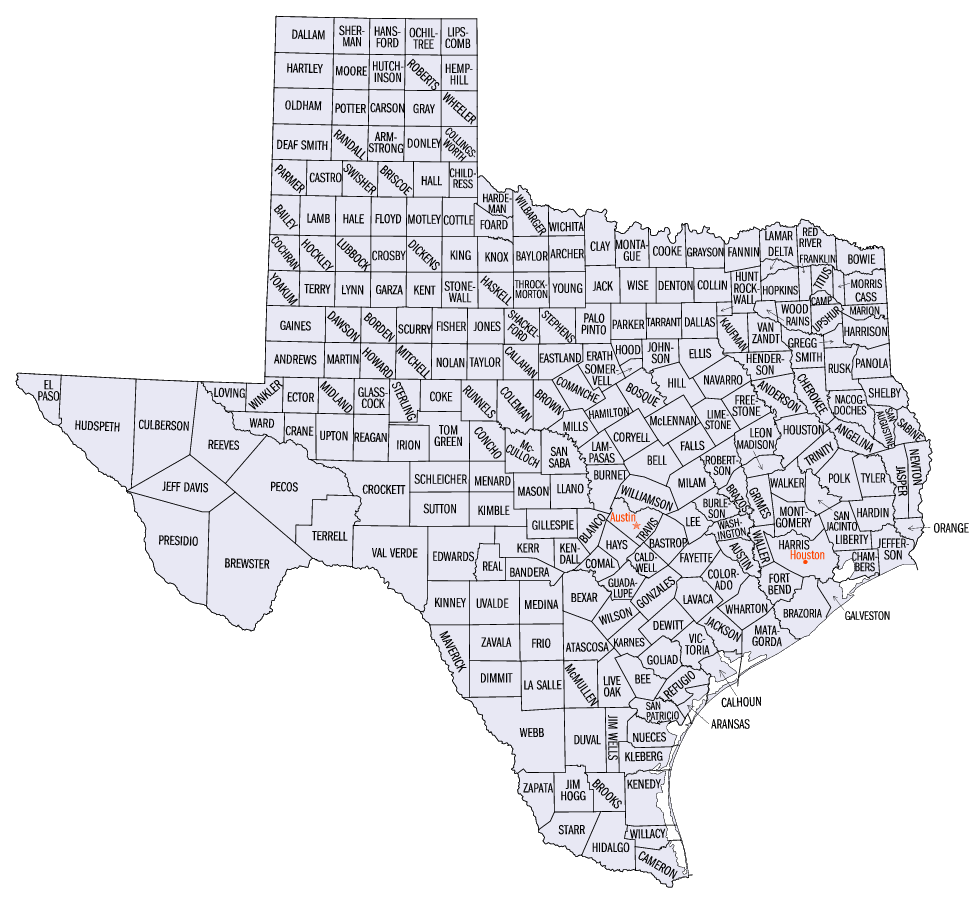
خارطة مقاطعات تكساس

مقاطعة كاسترو (بالإنجليزية: Castro  County)‏ هي إحدى المقاطعات في ولاية تكساس، الولايات المتحدة الأمريكية.